# 피사계 심도
피사계 심도(被寫界 深度, 영어: depth of field, DOF)는 사진술에서 한 사진의 초점이 맞은 것으로 인식되는 범위이다. 렌즈의 초점은 단 하나의 면에 정해지게 되어 있으나 실제 사진에서는 초점면을 중심으로 서서히 흐려지는 현상이 나타나는데, 이때 충분히 초점이 맞은 것으로 인식되는 범위의 한계를 피사계 심도라 한다.
사진기에서 피사계 심도는 여러 요인에 의하여 항상 나타나는데 촬상면의 크기, 렌즈의 초점 거리, 피사체와 사진기 간의 거리, 조리개 개방 정도(F 값) 등에 의하여 복합적으로 결정된다.

## 심도별 사진

조리개를 바꿈으로써 일어나는 다양한 심도
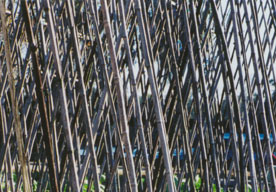
f/22 (심도 깊음)
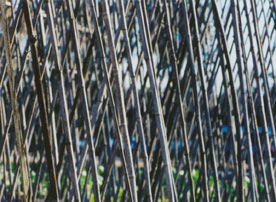
f/8
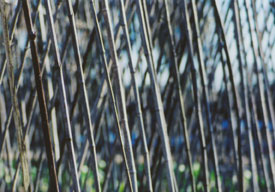
f/4
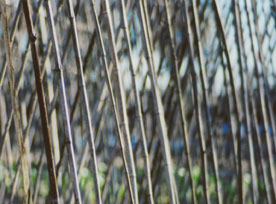
f/2.8 (심도 얕음)

## 초점과 피사계 심도
모든 렌즈에서 초점은 특정한 거리에서만 나타난다. 초점면에서 떨어져 있는 물체에는 초점과의 거리에 따라서 물체가 특정한 무늬 모양으로 흐려지는 현상이 나타나게 되는데, 이를 착란원(circle of confusion )이라 한다.
이 착란원의 크기는 곧 물체의 윤곽선의 해상도에 큰 영향을 주게 되는데, 이때 착란원이 너무 커져서 물체의 윤곽을 뚜렷히 인식할 수 없어지는 범위까지가 피사계 심도이다.

## 각 요인과 피사계심도의 관계

### 촬상면의 크기
촬상면이란 필름이나 디지털 카메라의 CCD, CMOS 센서와 같이 사진기의 집광부에서 빛을 받아들이는 역할을 하는 소자의 면적을 말한다.
렌즈의 F 값, 렌즈의 초점거리, 피사체와의 거리 등 동일 조건의 촬영 환경에서, 촬상면의 크기가 커지면 (예: 135 포맷 필름) 피사계 심도는 깊어지며, 촬상면의 크기가 작아지면(예: 컴팩트 카메라의 1/2.5" CCD 센서) 피사계 심도가 얕아진다.
그러나 동일한 화각(환산초점거리가 같음)을 보이는 렌즈로 촬영할 때라든지, 동일한 초점거리지만 피사체의 크기가 같아지도록 피사체와의 거리를 달리 하여 촬영할 경우에는 촬상면의 크기가 커질 수록 피사계 심도가 얕아지며, 촬상면의 크기가 작을 수록 피사계 심도가 깊어진다.
따라서 큰 센서는 피사계 심도가 얕은 사진, 작은 센서 포맷은 피사계 심도가 깊은 사진을 찍는데 유리하다.
보통 촬상면의 크기는 촬상면의 대각선 길이를 기준으로 비교하며, 135 포맷과 포서즈 포맷을 비교하면 약 조리개 F 값으로 2 스탑 차이를 보여준다.

### 렌즈의 초점 거리
렌즈의 초점 거리는 렌즈의 중심점(주요점 또는 주점)과 초점간의 거리이다.
같은 촬영 환경에서 렌즈의 초점 거리가 멀어지면 (ex-135포맷의 200mm 망원 렌즈) 피사계 심도는 얕아지며, 초점 거리가 가까워지면 (ex-135포맷의 20mm 광각 렌즈) 피사계 심도가 깊어진다

### 렌즈의 F 값
렌즈의 F 값은 렌즈의 조리개의 개방 정도를 나타내는 값으로, 렌즈의 구경/조리개의 개방 정도로 표현된다.
같은 촬영 환경에서 렌즈의 F값이 작아지면 (ex-F1:1.4) 피사계 심도는 얕아지며, F값이 커지면 (ex-F1:22) 피사계 심도가 깊어진다.
보통 풍경사진이나 매크로 촬영과 같이 화각에 어느정도 제한이 있는 경우 피사계 심도는 F값을 통하여 조정한다.

### 사진기와 피사체 간의 거리
촬상면 크기, 렌즈의 초점거리, 렌즈의 조리개 값이 동일할 때, 사진기와 피사체 간의 거리가 가까울수록 심도가 얕아지고 사진기와 피사체 간의 거리가 멀어질수록 심도가 깊어지게 된다.
이러한 이유로 심도가 얕은 '아웃포커스(out of focus)'를 구사하는 사진에서는 같은 초점거리와 조리개 값을 유지하면서 피사체와의 거리와 배경의 거리를 조절함으로써 그 효과를 극대화시키기도 한다.

## 같이 보기
- DOF 어댑터
- 초점 심도
- F 값
- 초점 거리
- 사진기
- 비디오 카메라
- 무비 카메라